# Diaphorus infumatus
Diaphorus infumatus är en tvåvingeart som beskrevs av Octave Parent 1933. Diaphorus infumatus ingår i släktet Diaphorus och familjen styltflugor. Inga underarter finns listade i Catalogue of Life.